# Olga Film
Die Olga Film GmbH ist eine deutsche Filmproduktionsfirma mit Sitz in der bayerischen Hauptstadt München, die zur Allianz Deutscher Produzenten gehört. Molly von Fürstenberg gründete sie 1974 gemeinsam mit Denyse Noever und Elvira Senft. Seit 2009 ist Viola Jäger Geschäftsführerin, nachdem sie 1997 als Produzentin und Gesellschafterin eingestiegen war.
Die Filmproduktionsfirma ist für die Produktion von Kinofilmen wie Doris Dörries Männer (1984), Sönke Wortmanns Der bewegte Mann (1994), Bandits (1997) oder Mädchen Mädchen (2001) zuständig. Sie produziert zudem durchgehende Fernsehserien wie Kommissarin Lucas für das ZDF und Die Heiland – Wir sind Anwalt für die ARD.

## Produktionen (Auswahl)
- 1984: Männer (Kino)
- 1992: Kleine Haie (Kino)
- 1994: Der bewegte Mann (Kino)
- 1997: 2 Männer, 2 Frauen – 4 Probleme!? (Kino)
- 1997: Bandits (Kino)
- 2001: Mädchen Mädchen (Kino)
- 2003: Ganz und gar (Kino)
- seit 2003: Kommissarin Lucas (ZDF)
- 2004: Mädchen, Mädchen 2 – Loft oder Liebe  (Kino)
- 2004: Napola – Elite für den Führer (Kino)
- 2008: Kirschblüten – Hanami (Kino)
- 2008: Wir sind das Volk – Liebe kennt keine Grenzen (Sat.1)
- 2010: Vincent will Meer (Kino)
- 2012: Die Aufnahmeprüfung (Das Erste)
- 2014: Alles inklusive (Kino)
- 2015: Drunter & Brüder (Das Erste)
- 2018: Kühn hat zu tun (WDR)
- 2018: Asphaltgorillas (Kino)
- 2019: Kirschblüten & Dämonen (Kino)
- seit 2019: Die Heiland – Wir sind Anwalt (Das Erste)
- 2025: Mädchen Mädchen (Kino)